# Enchentes no subcontinente indiano em agosto de 2017
Em agosto de 2017, enchentes no Sul do Nepal, Norte da Índia e Bangladesh causadas por uma monção mataram entre 700 e 800 pessoas. De acordo com a Cruz Vermelha, foi a pior enchente na Ásia Meridional em décadas. Quase um terço da área do Nepal e de Bangladesh foi inundado. Suprimentos alimentares de longo prazo estão em risco porque a maioria das terras agrícolas foi destruída.

## Nepal
Centenas de milhares de nepaleses foram afetados pelas enchentes, e mais de 34 mil casas foram inundadas, destruindo 1.000 delas. Partes da rodovia Mahendra, a mais importante conexão de leste a oeste no país, foram destruídas, especialistas em agricultura previram que a produção de arroz do país seria prejudicada. A pista do aeroporto de Biratnagar foi inundada e o aeroporto foi forçado a fechar em 15 de agosto.

## Índia
Na Índia, dois ônibus, em Himachal Pradesh que pararam para uma pausa para o chá foram surpreendidos por um deslizamento de terra, arrastados a um barranco e soterrados. Mais de 85% do Parque Nacional de Kaziranga foi inundado.

## Bangladesh
Em Bangladesh 132 pessoas morreram e mais de 7,5 milhões foram afetados pela enchente. Plantações em 100 quilômetros quadrados foram devastadas e outros 6 mil quilômetros quadrados de áreas agrícolas foram danificadas.

## Contexto
A partir de agosto, a temporada de monções de 2017 matou dezenas de pessoas na Índia e mais de uma centena no Nepal. Um comentarista em um dos maiores jornais em língua inglesa no Nepal escreveu que "As enchentes desta monção talvez superarão todos os recordes de devastação pois parecem estar prestes a ser igualmente aterrorizantes em todos os sistemas fluviais do país."